# Проституция в СССР
Проституция в СССР официально не признавалась вплоть до 1986 года.

## История
В историческом процессе явления выделяются три периода:
- доимперский и имперский (до 1917 года),
- советский (1917—1991)
- постсоветский (после 1991 года)[1][нет в источнике]:

В дореволюционной России проституция регламентировалась, после революции эта система была разрушена, но проституция осталась вместе с сопутствующими ей негативными явлениями. Какие-либо оценки масштабов проституции были затруднены.

В работах криминологов отмечается:

В учебниках по советской криминологии утверждалось, что проституция, наркомания и т. п. социальные болячки — это явления, свойственные обществу, где царит «загнивающий капитализм». В Советском энциклопедическом словаре, изданном в 1980 году, можно было прочесть, что проституция возникла в классовом антисоциалистическом обществе и широко распространена при капитализме.
Тема проституции на газетных полосах, в журнальных повествованиях и в современной прозе была исключительно запретной. Создавалось впечатление, что обнародование наличия у нас этого явления может подорвать не только наши морально-нравственные устои, но и существенно пошатнуть политический авторитет или оборонную мощь страны.

### Дореволюционная Россия
В дореволюционной России до Николая I проституция преследовалась по закону начиная с 1649 года, когда Алексей Михайлович приказал городским объездчикам следить, «чтобы на улицах и переулках блудниц не было».
Во времена Николая I с 1843 года вплоть до 1908 года в Российской Империи был принудительный осмотр проституток.
Уголовно-правового запрета на занятие проституцией до революции не существовало, однако применялось наказание за сводничество и сутенёрство.

### Послереволюционный период (1917—1922)
Сразу же после Февральской революции все нормы полицейской регламентации проституции были отменены. «Труженицы пола» пытались создавать свои профессиональные союзы и отстаивать свои права наряду с другими профессиями, о чём свидетельствует, в частности, поэма Блока «Двенадцать» («И у нас было собрание Вот в этом здании. Обсудили, постановили: На время — десять, на ночь — двадцать пять»). Советское правительство, исходя из идеологических представлений, преследовало проституток во время «военного коммунизма» (Ленин в числе экстренных мер по предотвращению восстания в Нижнем Новгороде требовал «расстрелять и вывезти сотни проституток, спаивающих солдат, бывших офицеров и т. п.»). В 1919 г. в Петрограде был создан концлагерь принудительных работ для женщин; 60 % его заключённых были женщины, подозревавшиеся в торговле телом. В то же время делались попытки социализации проституток, как «жертв капиталистического строя».
В конце 1919 года была создана Комиссия по борьбе с проституцией при Наркомате здравоохранения, а затем Междуведомственная комиссия по борьбе с проституцией при Наркомате соцобеспечения.

### В СССР (с декабря 1922 года по 1986 год)

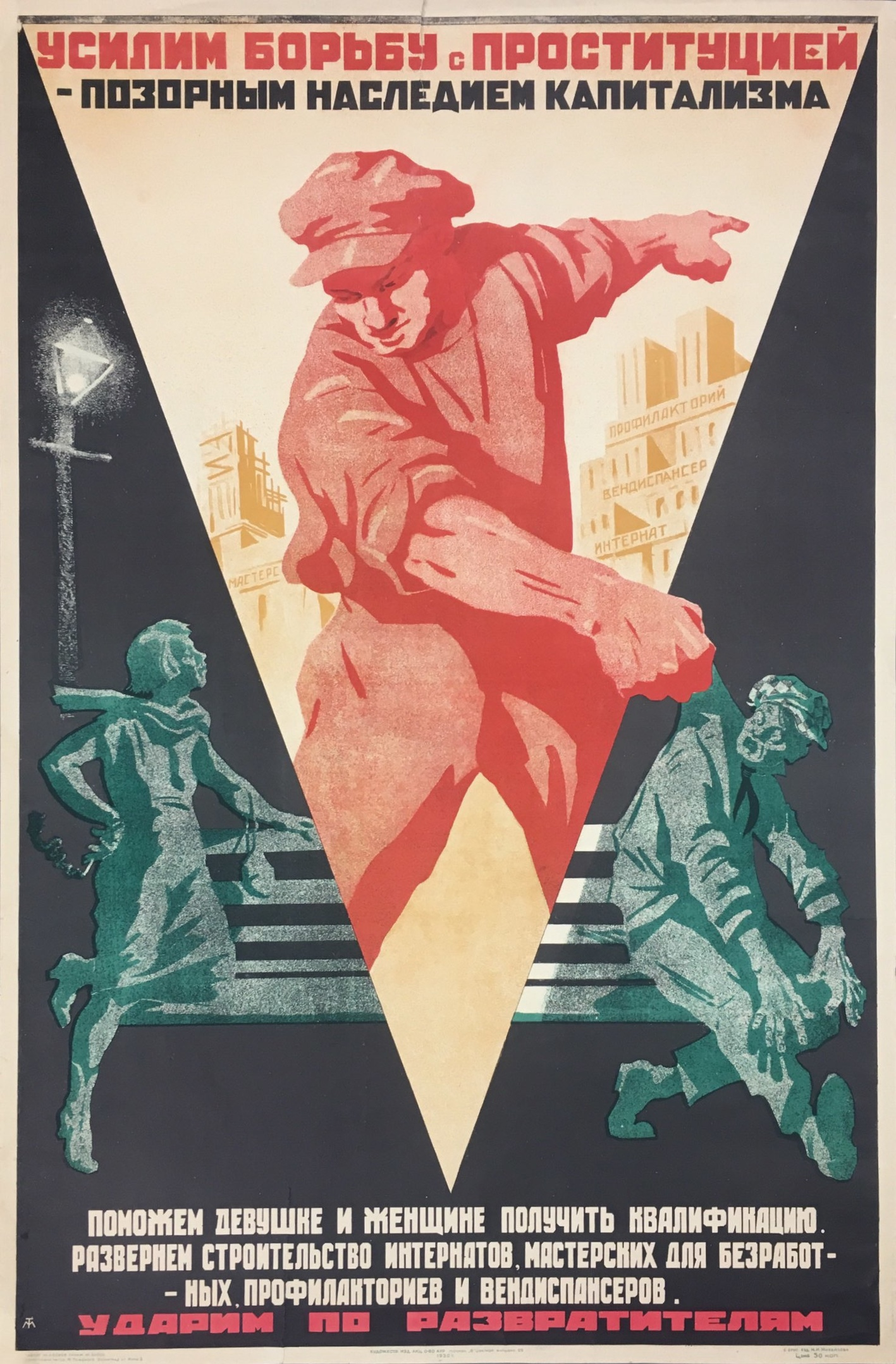
1930. Усилим борьбу с проституцией — позорным наследием капитализма

Особые статьи, наказывающие за проституцию, в советских кодексах до 1987 года отсутствовали, но проститутки могли подвергаться преследованиями по другим статьям уголовного и административного кодексов. Непосредственно уголовному преследованию подвергалось вовлечение несовершеннолетних в проституцию, сводничество и содержание притонов. Идеологическое отрицание нисколько не мешало фактическому существованию проституции в СССР, в том числе в криминальных организованных формах (притоны, нелегальные публичные дома). Процветала скрытая проституция, в виде, например, «обработки» отдыхающих на курортах.
С началом НЭПа проституция переживает новый всплеск, она практиковалась практически открыто представительницами всех слоёв общества. По данным опросов, услугами проституток пользовалось от 40 % до 60 % взрослого мужского населения.В связи с чем в феврале 1923 года был принят циркуляр о борьбе с проституцией. Были попытки вновь ввести обязательные медицинские освидетельствования проституток. Попытки полицейско-репрессивной борьбы с проституцией (облавы и т. п.) соединялись с идеями социальной профилактики, отстаивавшимися Центральной комиссией по борьбе с проституцией при Наркомздраве; в ходе последней программы, для социализации проституток создаются особые профилактории.
Венерологи фиксировали в своих исследованиях, что численность проституток к 1928 году и количество заражений венерическими болезнями по отношению к 1914 году уменьшались.
Проституток начали преследовать с 1929 года. Вводится система, согласно которой проституток отправляли в контролируемую НКВД систему «специальных учреждений принудительного трудового перевоспитания» — артелей, мастерских открытого типа, полузакрытых трудпрофилакториев и загородных колоний специального режима; в случае рецидива после освобождения из колонии женщин порой отправляли в лагеря НКВД. Крупнейшая колония для проституток помещалась в Троице-Сергиевом монастыре[уточнить]. Режим в профилакториях ужесточается, в 1937 г. профилактории для бывших проституток были переведены в систему ГУЛАГа.
Если в начале 30-х годов подозреваемые в проституции подвергались административным высылкам, то с развертыванием Большого Террора их стали приговаривать к лишению свободы по политическим обвинениям: проституток теперь начинают относить к классовым врагам. В то же время всякая информация о проституции со страниц прессы исчезает, что создаёт впечатление искоренения этого явления, хотя эта деятельность никогда не прекращалась.
С организованными формами проституции в сталинские времена боролись. Однако притоны, или «бардаки», как их тогда называли, отнюдь не были экзотической редкостью. Характерную запись сделал в своём дневнике профессор Добротвор 26 сентября 1941 г.: «В столовой слышал возмутительный разговор двух военных (командиров) относительно того, что существуют нелегальные бардаки. Девочки 16-17 лет. Плата за ночь с закуской — 100 руб. Эти командиры собираются сегодня ночью идти в один из таких домов». Вместе с тем считалось, что проституция «как распространённое социальное явление» не может существовать в социалистическом обществе ввиду того, что для неё исчезли социальные условия; поэтому имеющиеся отдельные нетипичные случаи есть результат пережиточных личностных отклонений; проституция рассматривалась как форма паразитического существования.
В официальном документе о присоединении Советского Союза к Конвенции № 649, направленном Генеральному Секретарю ООН 11 августа 1954 года декларировалось:
В Советском Союзе устранены социальные  условия, порождающие преступления, предусмотренные Конвенцией.
В период с 1955 по 1985 год даже в контексте декларации несовместимости проституции с социалистическим образом жизни режим так и не решился на уголовно-правовой запрет проституции, хотя для преследования проституток практиковалось как уголовно-правовое, так и административно-правовое регулирование.
Оценка масштабов и социальных характеристик явления в послевоенный период осложнилась даже по сравнению с периодом 20-30-х годов. За всё время было проведено всего два эмпирических исследования проституции, при этом результаты не были обнародованы (был поставлен гриф «Для служебного пользования»).
Подъём проституции отмечен в 70-е годы.
После 1929 года в прессе об отечественной проституции ничего не упоминалось, за исключением исследований венерологов. Я. И. Гилинский отмечает, что вместе с тем у социологов тема была табуирована:
Поскольку проституция как социальное явление в стране победившего социализма была «ликвидирована», исследовались — разумеется, «для служебного пользования», — некое «поведение женщин, ведущих аморальный образ жизни» либо же чисто юридические проблемы сохранившихся в уголовном кодексе республики составов преступлений: «содержание притонов разврата», «сводничество», «вовлечение несовершеннолетних в занятие проституцией» (Ю. В. Александров, А. Н. Игнатов и др.). Ещё раз подчеркнём: это не вина, а беда отечественной науки и её представителей. Социологические исследования проституции (под её различными псевдонимами) в 70-е годы проводились под руководством М. И. Арсеньевой, а также группой сотрудников ВНИИ МВД СССР — К. К. Горяиновым, А. А. Коровиным, Э. Ф. Побегайло.

При этом в западных СМИ материалы о советских проститутках публиковали регулярно. В 1959 году, после публикации в британской News of the World очерка о гостиничной проституции, МГК КПСС принял постановление о дополнительных мерах борьбы с проституцией (в частности, в гостиницах запретили пребывание «посторонних лиц» после 23:00), но для советских журналистов тема оставалась запретной.

### Перестройка (1986—1991)

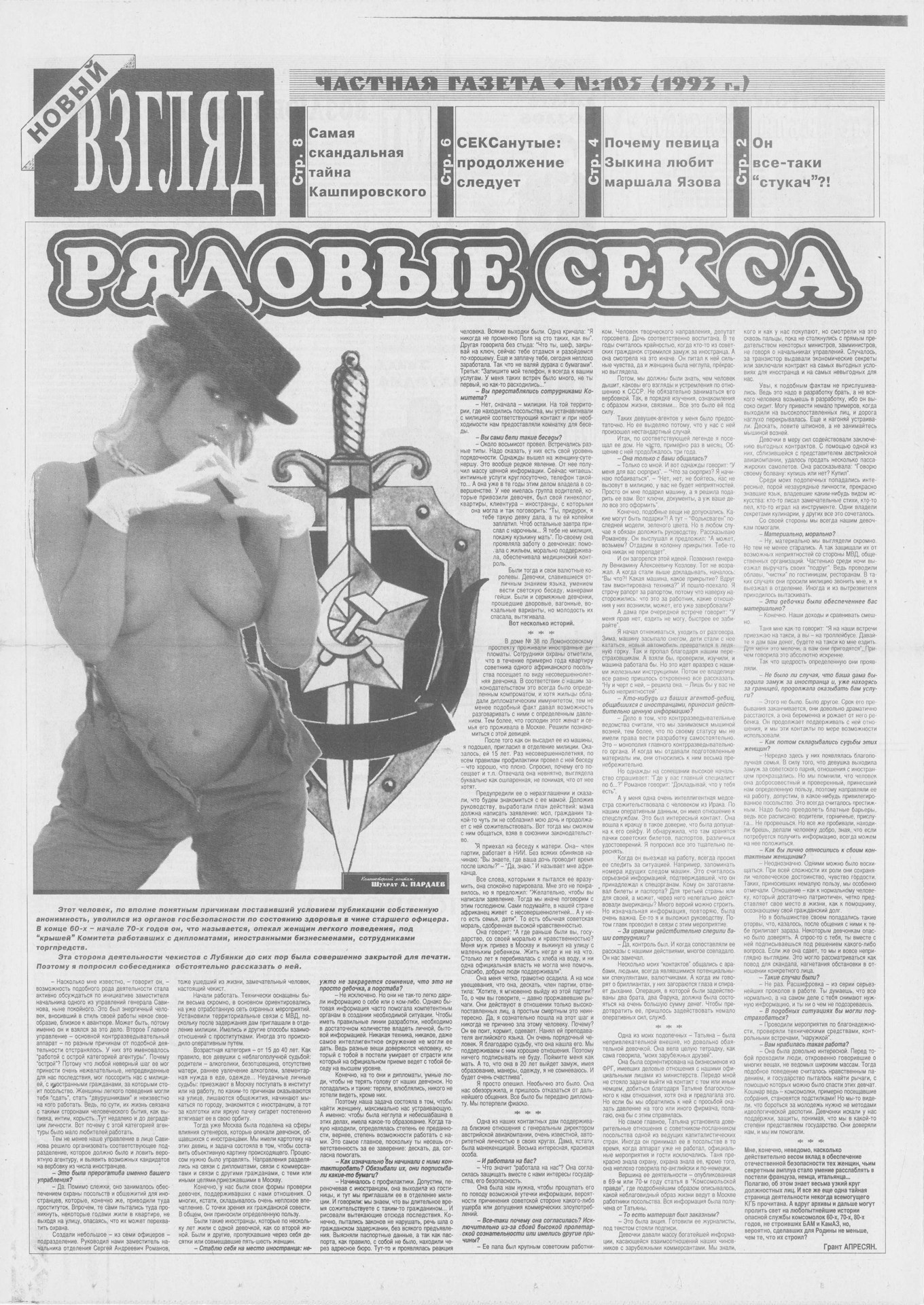
Публикация о проститутках, работавших на КГБ СССР, в газете «Новый взгляд» (1993)

Первые публикации о проституции в советской периодике — статьи Е. Ю. Додолева в «Московском комсомольце» — «Ночные охотницы» (24 октября 1986), «Белый танец» (19 ноября и продолжение 21 ноября 1986). Эти сенсационные очерки вывели «Московский комсомолец» на общесоюзный уровень цитирования, подняли тираж на рекордный уровень. Как следствие, 29 мая 1987 года в Кодекс об административных правонарушениях РСФСР была внесена статья 164-2, карающая за занятие проституцией штрафом в 100 рублей (в то время — месячная зарплата низкоквалифицированного рабочего). Аналогичная статья сохранилась и в современном законодательстве.
Одним из заметных событий перестроечной жизни СССР стала публикация повести Владимира Кунина «Интердевочка» в журнале «Аврора» в 1988 году. Писатель провёл серьёзное исследование о профессиональной деятельности проституток и в течение нескольких месяцев следил за их работой в одной из ленинградских гостиниц. Рабочее название повести было «Проститутка». Редакция не решилась печатать повесть со столь скандальным заголовком, и Кунин заменил его на эвфемизм «интердевочка». Впоследствии этот неологизм прочно вошёл в русский язык. Повесть вызвала бурную реакцию у читающей аудитории, редакция получила большое количество откликов, режиссёром Петром Тодоровским был снят фильм «Интердевочка».
Начиная с 1980-х, практикуется торговля живым товаром: девушек и несовершеннолетних отправляют «на работу» за границу. В этот период по-прежнему нет данных о клиентах советских проституток.

## В произведениях культуры и искусства
Литература
- Интердевочка

Кинематограф
- х/ф «Интердевочка»
- х/ф «Точка»

Телевидение
- телефильм «Намедни. Наша эра. Год 1987» из цикла Намедни. Наша эра (НТВ, 1998)
- телефильм «Капкан для интуриста» из цикла «Следствие вели…» (НТВ, 2006)
- телефильм «Ищите женщину» из цикла «Следствие вели…» (НТВ, 2007)